# 田原迫要
田原迫 要（たはらさこ かなめ、1944年（昭和19年）8月27日 - ）は、日本の政治家、元鹿児島県指宿市長。

## 来歴
鹿児島県出身。1967年九州大学経済学部卒。同年トヨタ自動車に入り、本社勤務となる。その後帰郷し、指宿温泉のホテルの社長、指宿温泉旅館事業協同組合専務理事や社団法人指宿市観光協会長に就任する。1994年指宿市長に当選、合併前の指宿市長を3期務める。3期目途中の2006年に指宿市は山川町と開聞町と合併し、新指宿市が発足、これに伴う市長選挙に立候補して当選し、市長は2010年まで1期務めた。